# Madzsar József
Madzsar József, születési nevén Madzsar József Ádám (Budapest, 1876. március 12. – Kotlasz, Szovjetunió, 1940 szeptembere vagy 1944. szeptember 30.) orvos, társadalomtudós, kommunista politikus, szociálpolitikus, Madzsar Imre bátyja.

## Életrajza
Madzsar József hivatalnok és Hábory Janka fiaként született. A Budapesti Tudományegyetemen szerzett orvosi diplomája után rendelőt nyitott. 1905 után folyóiratok munkatársaként cikkeket írt a darwinizmus népszerűsítése témakörben. Egyik szervezője volt az antialkoholista mozgalomnak. 1912-től 1914-ig Szabó Ervin barátsága révén a Városi Könyvtárban vállalt munkát. 1914-ben a fővárosi tiszti főorvosi hivatalban végzett munkájával lerakta az anya- és csecsemővédelem alapjait. A politikai életben az ekkortájt alakult Polgári Radikális Párt elnöke lesz. A polgári forradalom idején népjóléti minisztériumi államtitkár.
1920 után ismét magánpraxist folytatott, 1921–1924 között emigrációban élt, majd hazatért és belépett az MSZDP-be. A pártból baloldali magatartása miatt 1931-ben kizárták. 1931–1935 között az illegális kommunista párt tagja lett, eközben előadásokat tartott és szemináriumokat vezetett. Többször letartóztatták, végül először Csehszlovákiába majd végül a Szovjetunióba emigrált. A sztálini önkény azonban nem kegyelmezett, hiszen 1938-ban koholt vádak alapján letartóztatták. Madzhar a börtönben halt meg 1942. április 24-én.

## Főbb művei
- A szeszes italok hatása az utódokra (Budapest, 1905)
- Darwinizmus és Lamarckizmus (Budapest, 1909)
- A jövő nemzedék védelme és a háború (Budapest, 1916)
- A meddő Budapest (Budapest, 1916)
- Az ember származása és a származástan vázlata (Budapest, 1918)
- A kapitalizmus belső ellentmondásai (Társadalmi Szemle, 1931. június)
- Madzsar József válogatott írásai (válogatta, a bevezető tanulmányt és a jegyzeteket írta, a bibliográfiát összeállította Kárpáti Endre, Budapest, 1967)

Szerkesztésben jelent meg Az egészség enciklopédiája és a Társadalmi lexikon Budapesten az 1920-as években.